# カリムノス島
カリムノス島（カリムノスとう、ギリシア語: Κάλυμνος / Kalymnos）は、エーゲ海東南部のドデカネス諸島に属するギリシャ領の島。
ドデカネス諸島中ではロドス島、コス島の次に人口が多い。近隣の小島を含む基礎自治体でもあり、基礎自治体合計の人口は17,752人である。

## 名称
ギリシャ語以外の言語では、以下のように呼ばれる。
- イタリア語: Càlino
- トルコ語: Kilimli

## 地理

### 位置・広がり

カリムノス島周辺

ドデカネス諸島北部に位置している。トルコ本土（アナトリア半島）にもほど近く、ボドルム半島先端の沖合にある。カリムノス島とトルコとの間に位置するイミア島は、イミア島紛争（1996年）の舞台となった。
北はレロス島、南はコス島に挟まれている。
カリムノス島は、おおまかには長方形の形状であり、全長は21km、幅は13kmある。北側にある半島は北西へ向かって伸びている。山がちな島で、海岸線は非常に入り組んでおり、多くの隠れた洞窟がある。少数だが温泉もある。土壌はほとんどが石灰岩質で、古代に噴火した跡である火山性の凝灰岩が集まる場所がある。島はほぼ不毛の地だが、ポティアとヴァティの谷は肥沃で、オリーブ、オレンジ、ブドウが栽培されている。

## 歴史
初めはカリア人（en）が定住した。中世には東ローマ帝国に支配され、その後13世紀にはヴェネツィア共和国の海軍基地がつくられた。1310年には聖ヨハネ騎士団の所有となり、1522年にはオスマン帝国が獲得した。ロードス島とコス島とは違い、トルコ時代にはトルコ人の移住がなされなかった。
伊土戦争最中の1912年5月12日、カリムノスはイタリア海軍によって占領された。ドデカネスの島々がイタリアからギリシャへ返還されたのは、1947年だった。

## 経済
全体的に土地がやせているため、農業は島の主幹産業とはいえない。ポティアとヴァティの谷で採れる柑橘類は有名だが、耕地に適した土地は島の18%しかない。
カリムノスは貿易や造船といった、海に関する産業から富を得てきた。今でも島の主要産業となっているのは、スポンジ採りである。最近では、観光業が主幹産業となっている。
1925年には24,000人を数えた人口は、アメリカ合衆国やオーストラリアへの大量移住によって減少した。